# Boucher (Familienname)
Boucher (französisch Metzger, Fleischer) ist ein französischer Familienname.

## Namensträger
- Alexis-Charles Boucher (1808–1885), kanadischer Maler
- Alfred Boucher (1850–1934), französischer Bildhauer
- Anouk Leblanc-Boucher (* 1984), kanadische Short-Track-Läuferin, siehe Anouk English
- Anthony Boucher (William Anthony Parker White; 1911–1968), US-amerikanischer Science-Fiction- und Mystery-Autor
- Antoine-Gaspard Boucher d’Argis (1708–1791), französischer Jurist
- Brian Boucher (* 1977), US-amerikanischer Eishockeyspieler
- Buck Boucher (1896–1960), kanadischer Eishockeyspieler
- Butterfly Boucher (* 1979), australische Sängerin
- Charles-Eugène Boucher de Boucherville (1822–1915), kanadischer Premierminister von Québec
- Chris Boucher (* 1993), kanadischer Basketballspieler
- David Boucher (* 1980), belgischer Radrennfahrer
- Dillon Boucher (* 1975), neuseeländischer Basketballspieler
- François Boucher (1703–1770), französischer Maler
- Frank Boucher (1901–1977), kanadischer Eishockeyspieler und -trainer
- Gaëtan Boucher (1956–2016), kanadischer Eishockeyspieler
- Gaétan Boucher (* 1958), kanadischer Eisschnellläufer
- Grayson Boucher (* 1984), US-amerikanischer Streetballspieler, Schauspieler und Basketballspieler
- Guy Boucher (* 1971), kanadischer Eishockeyspieler und -trainer
- Hélène Boucher (1908–1934), französische Pilotin
- Henry Aristide Boucher (1921–2009), US-amerikanischer Politiker
- Jacques Boucher de Perthes (1788–1868), französischer Zöllner und Archäologe
- Jean Boucher de Crèvecoeur (1906–1987), französischer Offizier
- Jean-François Boucher (* 1985), deutsch-kanadischer Eishockeyspieler
- Judy Boucher, britische Reggae-Sängerin
- Karine Boucher (* 1972), französische Turnerin
- Kelly Boucher (* 1968), kanadische Basketballspielerin
- Lise Boucher (* 1941), kanadische Pianistin und Musikpädagogin
- Lydia Boucher (1890–1971), kanadische Komponistin und Musikpädagogin
- Mark Boucher (* 1976), südafrikanischer Cricketspieler
- Maurice Le Boucher (1882–1964), französischer Komponist, Organist und Musikpädagoge
- Maurice Boucher (1953–2022), kanadischer Bandenführer
- Nick Boucher (* 1980), kanadischer Eishockeyspieler
- Philippe Boucher (Eishockeyspieler) (* 1973), kanadischer Eishockeyspieler
- Philippe Boucher (Skilangläufer) (* 1997), kanadischer Skilangläufer
- Pierre Boucher (1908–2000), französischer Fotograf
- Raoul le Boucher (1883–1907), französischer Ringer
- Reid Boucher (* 1993), US-amerikanischer Eishockeyspieler
- Rémí Boucher (* 1964), kanadischer Klassikgitarrist
- Renaud Boucher (* 1964), französischer Schwimmer
- Richard Boucher (1951–2025), US-amerikanischer Diplomat
- Rick Boucher (* 1946), US-amerikanischer Politiker
- Robert Boucher (Eishockeyspieler) (Robert James Boucher; 1904–1931), kanadischer Eishockeyspieler
- Robert Boucher (Eisschnellläufer) (* 1943), kanadischer Eisschnellläufer und Radsportler
- Roger Boucher (1885–1918), französischer Organist und Komponist
- Sara-Maude Boucher (* 1979), kanadische Skirennläuferin
- Savannah Smith Boucher (* 1943), US-amerikanische Schauspielerin
- Susanne Boucher (* 1997), norwegische Schauspielerin
- Tom Boucher (* 1873), englischer Fußballspieler
- Wilhelm Boucher (auch Guillaume Boucher), französischer Kunstschmied in Karakorum
- Zacharie Boucher (* 1992), französischer Fußballspieler